# Hester Nepping
Hester Nepping, född 1774, död 1812, var en nederländsk mördare. Fallet var ett känt och omtalat mordfall på sin tid.
Hon och hennes tjänare Adriana van Rijswijk dömdes och avrättades för giftmord på sin make, far och en hyresgäst. 